# Anthony Slama
Anthony Thomas Slama (né le 6 juin 1984 à Orange, Californie, États-Unis) est un lanceur de relève droitier au baseball. Il évolue dans les Ligues majeures pour les Twins du Minnesota en saison 2010 et 2011. Il est présentement sous contrat avec les Dodgers de Los Angeles.

## Carrière
Joueur de l'Université de San Diego, Anthony Slama est drafté en 39e ronde par les Twins du Minnesota en 2006. Malgré cette sélection tardive durant la séance de repêchage, il s'impose en ligues mineures comme un stoppeur de confiance, enregistrant des saisons de 25 et 29 sauvetages en 2008 et 2009.
Slama est rappelé des Red Wings de Rochester, le club-école de niveau AAA des Twins dans la Ligue internationale, le 19 juillet 2010 alors qu'un autre lanceur, Alex Burnett, est rétrogradé. Slama fait ses débuts dans les majeures pour les Twins le 21 juillet contre Cleveland. En 2010 et 2011, Slama apparaît dans 7 rencontres des Twins, chaque fois comme lanceur de relève, et lance un total de 7 manches. Avec une seule défaite à sa fiche et 8 retraits sur des prises, sa moyenne de points mérités s'élève à 5,14.
Il joue en ligues mineures dans l'organisation des Twins jusqu'en 2013, après quoi il se retrouve dans le baseball indépendant : il termine 2013 chez le York Revolution et amorce 2014 avec les Southern Maryland Blue Crabs, deux équipes de l'Atlantic League non-affiliées à des équipes des majeures. 
Le 15 août 2014, Slama est mis sous contrat par les Dodgers de Los Angeles.

## Statistiques
| Saison | Équipe    | G | GS | CG | SHO | V | D | SV | IP  | SO | ERA  |
| ------ | --------- | - | -- | -- | --- | - | - | -- | --- | -- | ---- |
| 2010   | Minnesota | 5 | 0  | 0  | 0   | 0 | 0 | 0  | 4.2 | 5  | 7,71 |
| Totaux | Totaux    | 5 | 0  | 0  | 0   | 0 | 0 | 0  | 4.2 | 5  | 7,71 |

Note : G = Matches joués ; GS = Matches comme lanceur partant ; CG = Matches complets ; SHO = Blanchissages ; 
V = Victoires ; D = Défaites ; SV = Sauvetages ; IP = Manches lancées ; SO = Retraits sur des prises ; ERA = Moyenne de points mérités.